# Oreocnide integrifolia
Oreocnide integrifolia är en nässelväxtart som först beskrevs av Gaud., och fick sitt nu gällande namn av Friedrich Anton Wilhelm Miquel. Oreocnide integrifolia ingår i släktet Oreocnide och familjen nässelväxter. Utöver nominatformen finns också underarten O. i. sylvatica.

## Bildgalleri

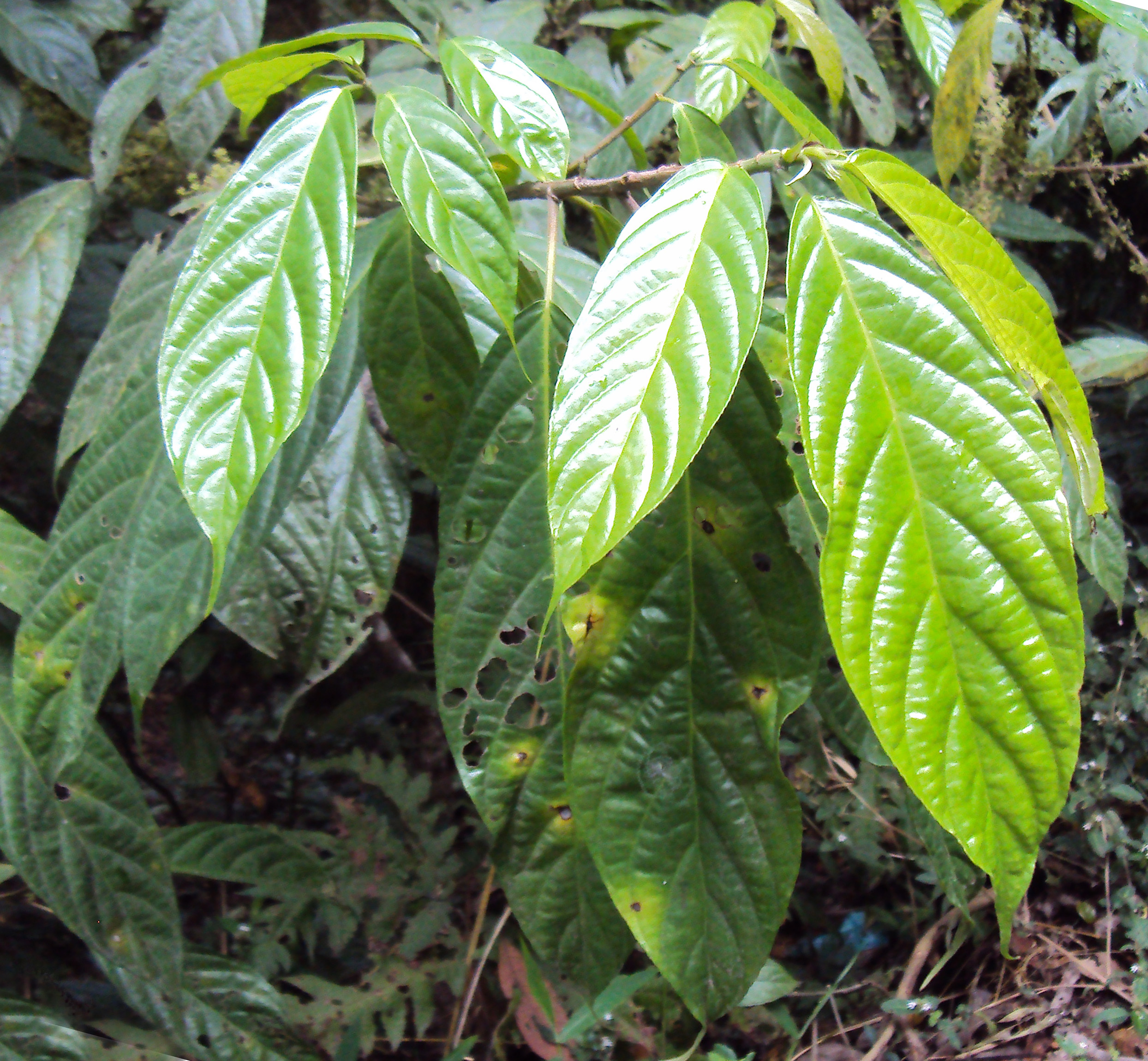
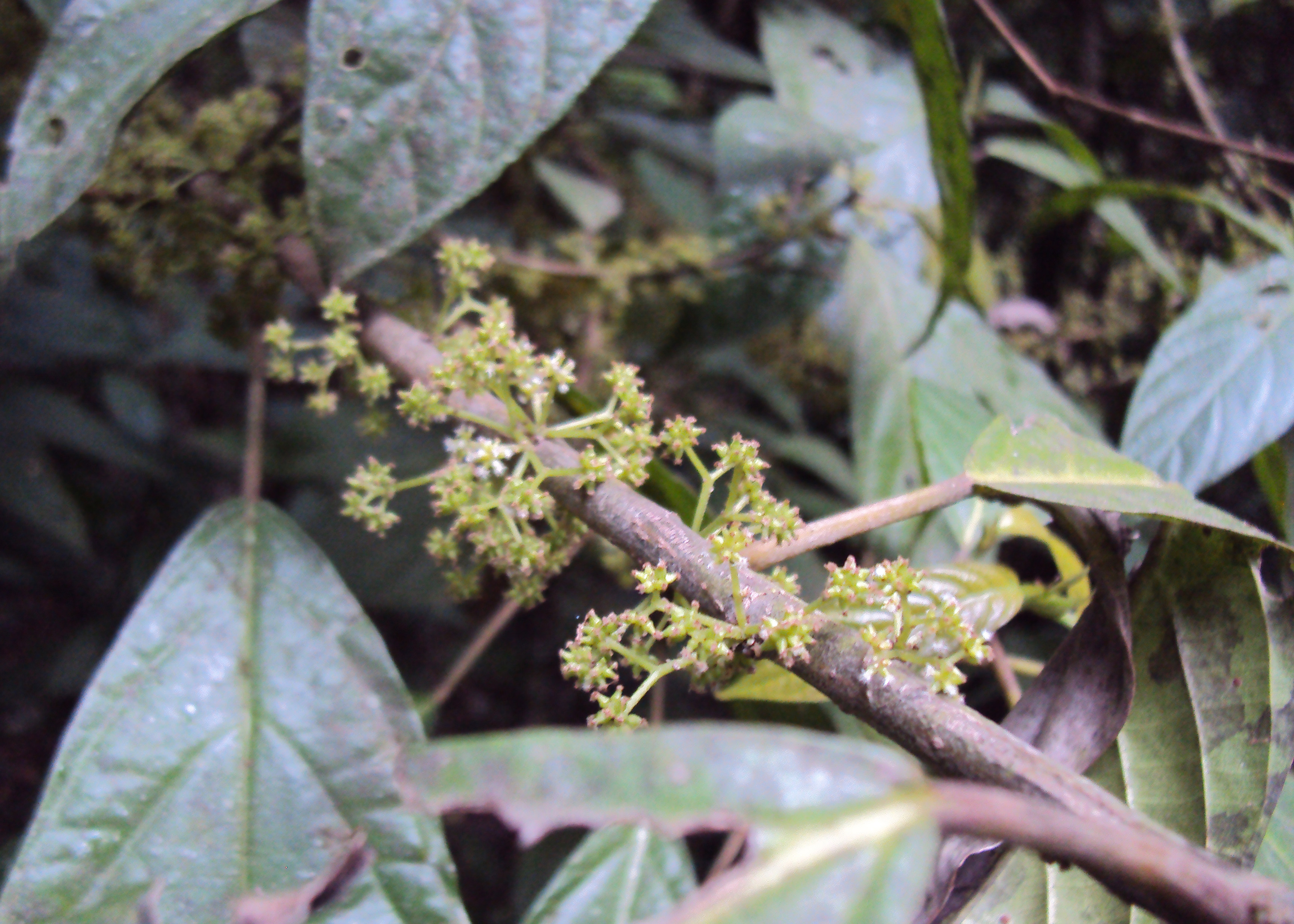
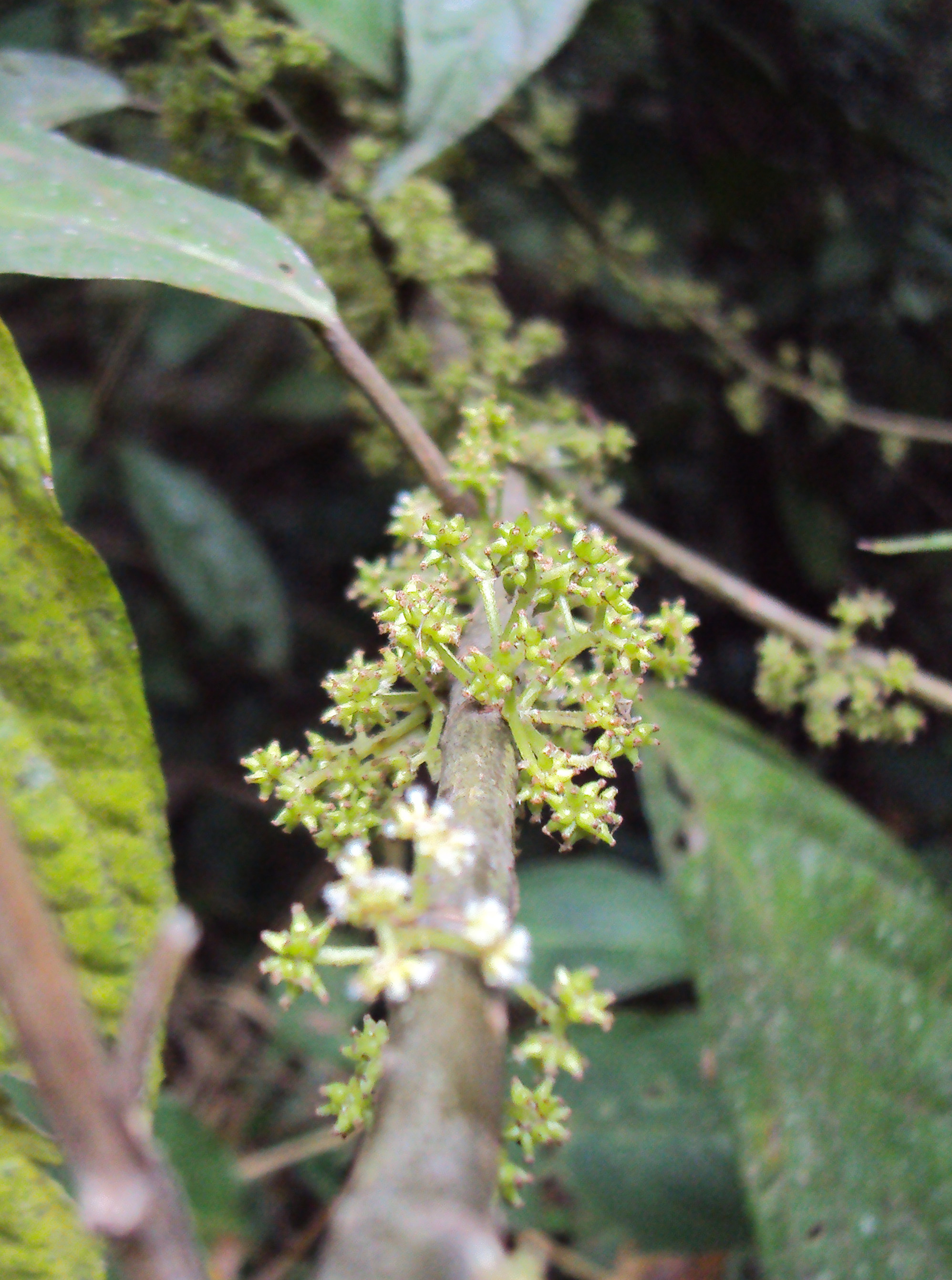
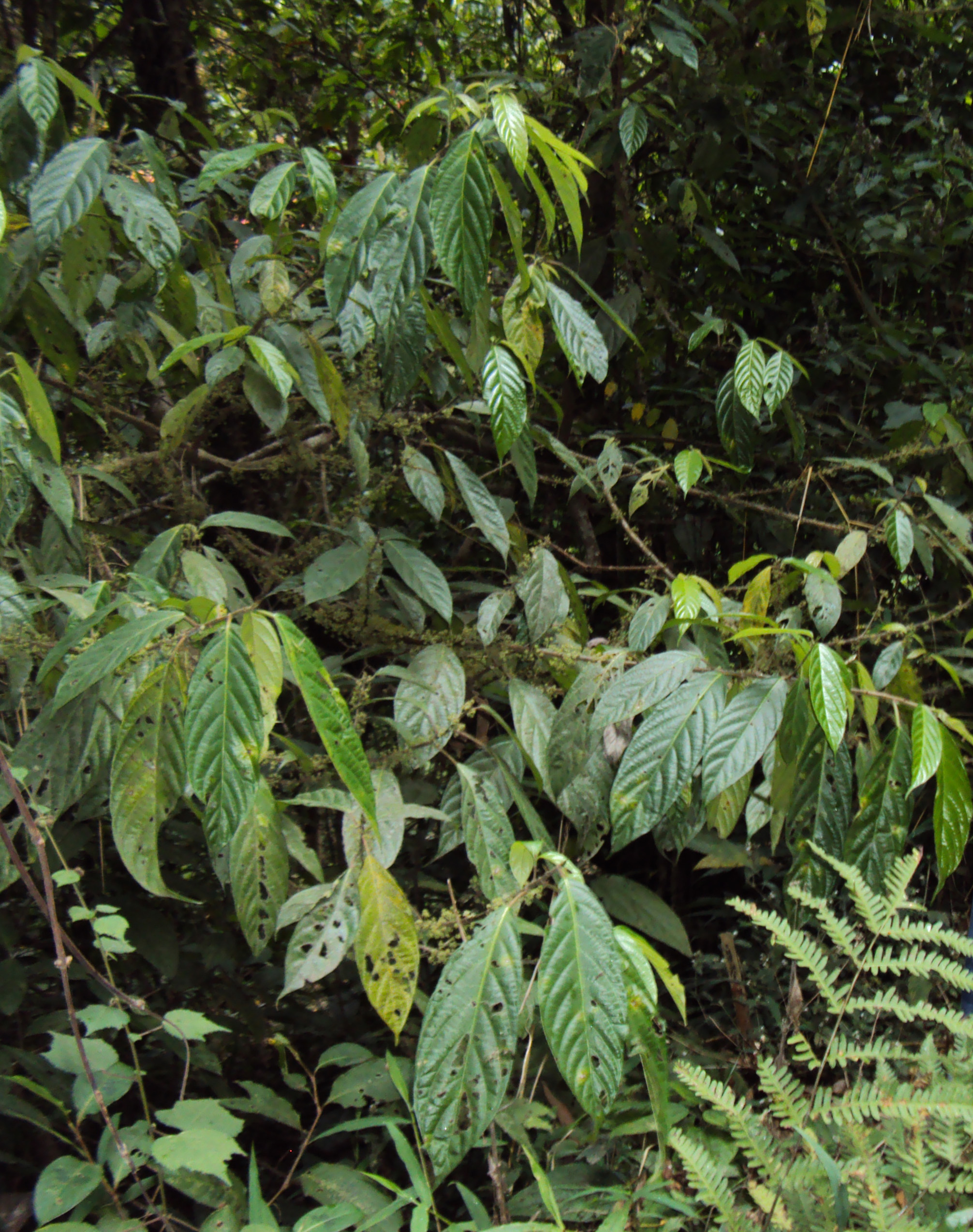
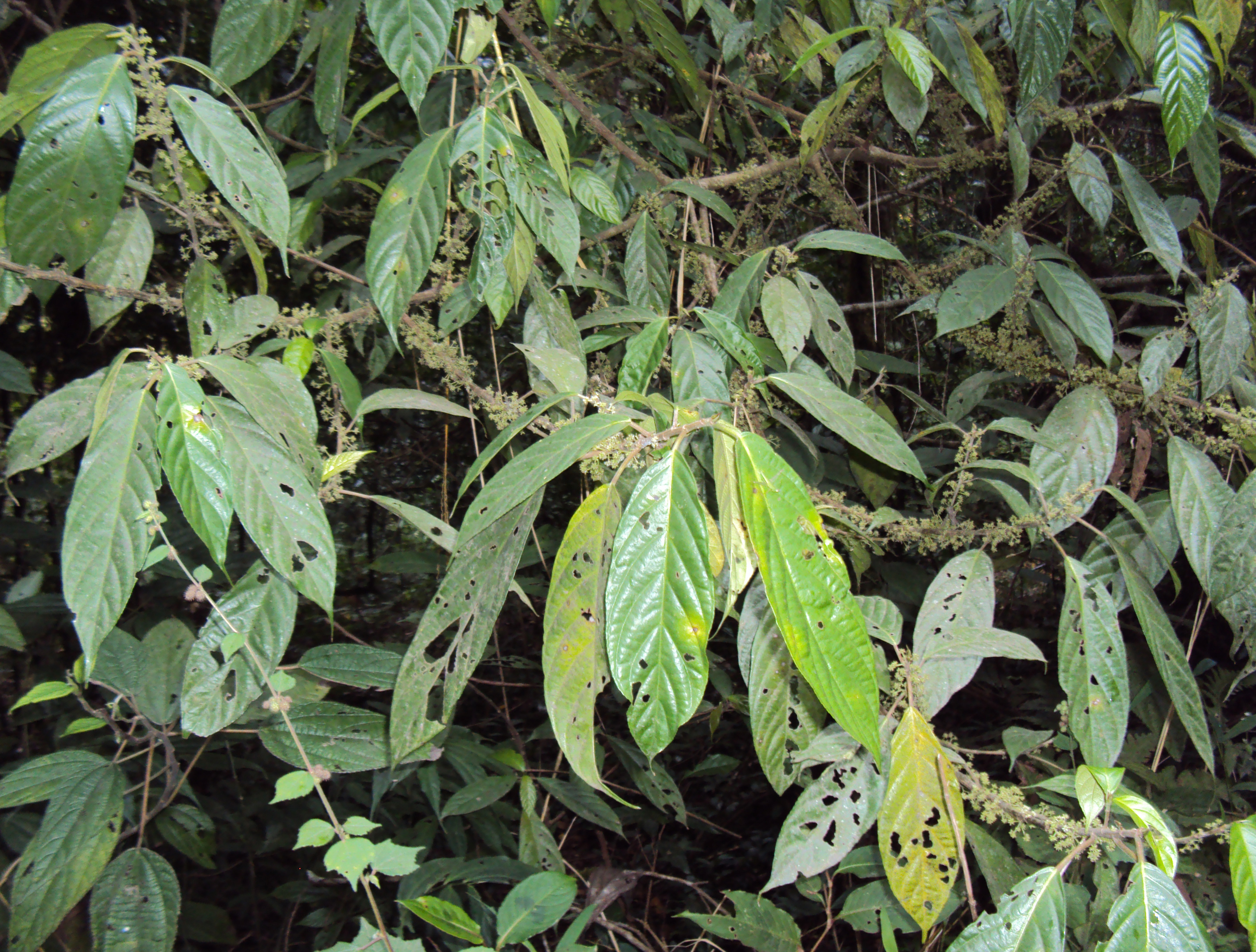
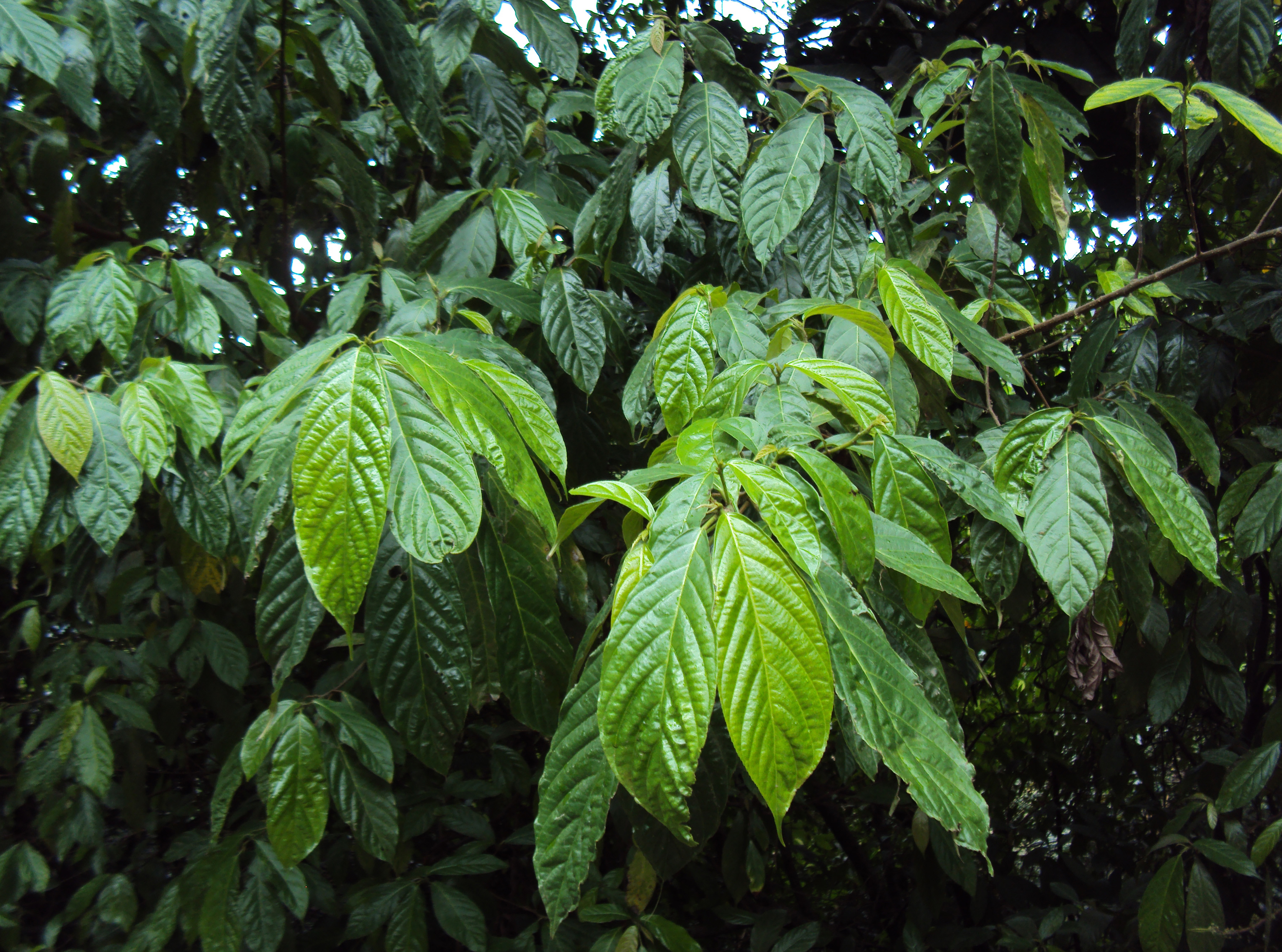